# Okúlovo (Vladímir)
|  | Per a altres significats, vegeu «Okúlovo». |

Okúlovo (en rus: Окулово) és un poble de l'óblast de Vladímir, a Rússia, segons el cens del 2012 tenia 6 habitants. Pertany al districte municipal de Múrom.